# Ferrero–Washingtons sats
Inom algebraisk talteori är Ferrero–Washingtons sats, först bevisad av Ferrero & Washington (1979) och senare av Sinnott (1984), ett resultat som säger att Iwasawas μ-invariant försvinner för cyklotomiska Zp-utvidgningar av abelska algebraiska talkroppar.

## Historik
Iwasawa (1959) introducerade μ-invarianten av en Zp-utvidgning och observerade att den var noll i alla fall som han beräknat. Iwasawa & Sims (1966) använde en dator till att kontrollera den försvinner för cyklotomiska Zp-utvidgningar av rationella talen för alla primtal mindre än 4000. 
Iwasawa (1971) förmodade att μ-invarianten försvinner för alla Zp-utvidgningar, men kort därefter upptäckte Iwasawa (1973) exempel av icke-cyklotomiska utvidgningar av talkroppar vars μ-invariant inte försvinner, vilket bevisade att hans förmodan var falskt. Istället föreslog han att förmodan kunde gälla för alla cyklotomiska Zp-utvidgningar.
Iwasawa (1958) bevisade att försvinnandet av μ-invarianten för cyklotomiska Zp-utvidgningar över de rationella talen är ekvivalent till vissa kongruenser mellan Bernoullital, och Ferrero & Washington (1979) bevisade att μ-invarianten försvinner i dessa fall genom att bevisa att kongruenserna gäller.